# Pastor de Beauce
El  Pastor de Beauce  o Beauceron es una raza canina originaria de la región francesa Brie; esta raza es bastante antigua y muy conocida en Francia. En un principio el pastor de Beauce se utilizó en la caza de jabalíes pero más tarde desarrolló la habilidad de guiar rebaños siendo capaz de defenderlo de cualquier ataque depredador; es un gran guardián. Por su gran inteligencia ha sido utilizado como perro policía y socorrista. Es un perro que con un adecuado adiestramiento obedece perfectamente las órdenes de un amo, de lo contrario puede llegar a ser agresivo; sin embargo tiene un temperamento tranquilo, poco nervioso y fiable. Tiene un aspecto rústico, de lobo. Cabeza larga y plana, el hocico y el cráneo tienen la misma longitud, ojos oscuros que armonicen con el pelaje, sus orejas cuelgan naturalmente si no han sido cortadas. Cuello largo, cuerpo alargado y con pecho profundo. Sus extremidades son fuertes.

## Pelaje
El Pastor de Beauce cuenta con dos capas de pelo, el exterior es fuerte, grueso, tupido y liso (aunque acostumbran a presentar ondulaciones alrededor del cuello). La capa de pelo interior es más densa y aterciopelada, de color gris ratón y no debe verse a través de la capa superior.
Se le llama «medias rojas» (bas rouges, en francés), por las manchas rojo fuego que adornan sus patas y a veces el lomo. El color del pelaje puede ser negro, negro fuego, gris carbón o con manchas negras, pero siempre con sus manchas rojas.

## Altura y Peso
Altura: Machos, de 65 a 70 cm. Hembras, de 61 a 68 cm. 
Peso: Aprox. entre 40 kg y 50 kg. para los machos, las hembras acostumbran a ser más ligeras.